# کانتالوپا
کانتالوپا (به ایتالیایی: Cantalupa) یک منطقهٔ مسکونی در ایتالیا است که در استان تورین واقع شده‌است.

## خصوصیات
کانتالوپا ۱۱٫۱ کیلومترمربع مساحت و ۲٬۵۸۸ نفر جمعیت دارد و ۴۵۹ متر بالاتر از سطح دریا واقع شده‌است.